# ألفونسو أوكامبو-تشافيز
ألفونسو أوكامبو-تشافيز (بالإنجليزية: Alfonso Ocampo-Chavez)‏ هو لاعب كرة قدم أمريكي في مركز الهجوم، ولد في 25 مارس 2002 في فريسنو في الولايات المتحدة. لعب مع تاكوما ديفنس وسياتل ساوندرز.

## وصلات خارجية
- ألفونسو أوكامبو-تشافيز على موقع الدوري الأمريكي (الإنجليزية)
- ألفونسو أوكامبو-تشافيز على موقع قاعدة بيانات كرة القدم.إي يو (الإنجليزية)
- ألفونسو أوكامبو-تشافيز على موقع Soccerway.com (الإنجليزية)